# Palikówka
Palikówka – wieś w Polsce, położona w województwie podkarpackim, w powiecie rzeszowskim, w gminie Krasne.
Wieś Palikówka położona jest pomiędzy Rzeszowem a Łańcutem. Administracyjnie należy do gminy Krasne i powiatu rzeszowskiego. Palikówka obejmuje obszar 707 ha i leży na wysokości 193 m n.p.m. Pierwsza udokumentowana data powstania wsi Palikówka to rok 1409. Nazwa wsi wywodzi się od pala czyli portu, przystani rzecznej. Prywatna wieś szlachecka, położona w województwie ruskim, w 1739 roku należała do klucza Łąka Lubomirskich.
W latach 1975–1998 miejscowość administracyjnie należała do województwa rzeszowskiego.
Miejscowość jest siedzibą parafii Miłosierdzia Bożego, należącej do dekanatu Rzeszów Wschód, diecezji rzeszowskiej.

## Integralne części wsi
| SIMC    | Nazwa    | Rodzaj    |
| ------- | -------- | --------- |
| 0652837 | Grobla   | część wsi |
| 0652843 | Zagroble | część wsi |

## Handel
W miejscowości znajduje się centrum handlowe - Znajdują się tam firmy, prowadzące sprzedaż hurtową i detaliczną: tkanin obiciowych i akcesoriów do produkcji mebli, tkanin krawieckich, a także odzieży, obuwia oraz innych artykułów przemysłowych.

## Ludzie związani z Palikówką

### Urodzeni
- Bronisław Panek (ur. 14 lutego 1892, zm. 18 października 1963 w Pręgowie) – podpułkownik piechoty Wojska Polskiego.

### Zamieszkali
- Jacek Krawczyk (1966–1991) – polski działacz społeczny i katolicki[7].